# Октаново число
Октановото число е мярка за детонационната устойчивост на автомобилните бензини. Октановото число е условна единица и показва каква склонност към детонация има изпитваният образец, сравнена със склонностите към детонация на приети еталони. Колкото по-високо е октановото число, толкова по-голяма компресия може да издържи горивото, преди да се детонира. Еталоните са нормален хептан с приета склонност към детонация (октаново число), равна на 0, и изооктан с приета склонност към детонация (октаново число), равна на 100. От тези две химични вещества обемно се изготвят еталонни смеси с известно октаново число и на определена апаратура се сравнява склонността към детонация на тези смеси с изпитвания образец. Така се определя точното октаново число на образеца.
Ефикасността на горивото е възможността му да превърне енергията в себе си в кинетична енергия, която да върши работа. Често това се отнася към транспортни машини, каквито са автомобилите. Разходът на гориво се отнася към нужното количеството гориво за придвижването на кола на дадено разстояние. Докато последните няколко десетилетия ефикасността на двигателите с вътрешно горене се увеличава значително, това не значи буквално, че ще доведе до икономия на гориво при колите, защото хората в развитите страни купуват все по-големи и тежки автомобили.

## Начини за измерване
Най-често прилаганият начин за измерване на октановото число по света е RON (от английски: Research Octane Number).